# 史鳴臯
史鸣皋（？—？），號鶴野，浙江湖州府烏程縣軍籍。

## 生平
万历四十三年（1615年）乙卯科浙江乡试举人，天啓五年（1625年）乙丑科進士，授贵池县知县。